# Palatul Herman Gyula din Arad
Palatul Herman Gyula este un edificiu situat pe Bulevardul Revoluției, la nr. 96, municipiul Arad. A fost construit la începutul anilor 1880 la comanda comerciantului arădean Herman Gyula. Clădirea eclectică cu elemente de stil neobaroc cu două etaje, inițial a avut patru apartamente luxoase, având și o curte spațioasă și o grădină. La parter vitrinele spațiilor comerciale sunt încadrate de coloane de fier de stil baroc. Elementele de stil specifice sunt și cele două logii de la etajul întâi cu o ornamentație baroc. Intrarea a fost străjuită de două statuete, reprezentând pe Samson și Hercule, ele fiind opera sculptorului András Tóth.